# Chrysanthrax restitutus
Chrysanthrax restitutus är en tvåvingeart som först beskrevs av Walker 1852.  Chrysanthrax restitutus ingår i släktet Chrysanthrax och familjen svävflugor. Inga underarter finns listade i Catalogue of Life.